# Friedrich Christiansen

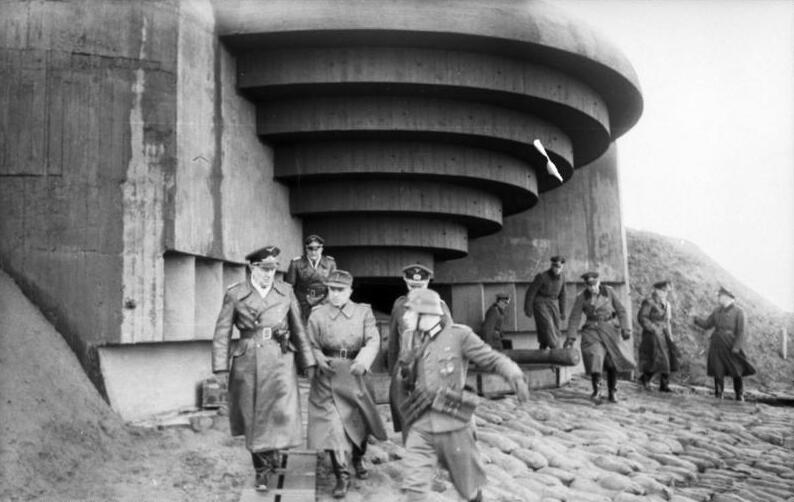
Friedrich Christiansen (geheel links, witte sjaal) inspecteert een bunker van de Atlantikwall kort voor de invasie in 1944.

Friedrich Christiansen (Wyk auf Föhr, 12 december 1879 – Aukrug, 3 december 1972) was een Duitse militair en oorlogsmisdadiger.

## Oorlogsmisdaden in de Tweede Wereldoorlog
Christiansen was van 29 mei 1940 tot 7 april 1945 Wehrmachtsbefehlshaber in den Niederlanden (onder het Oberkommando der Wehrmacht) en van 10 november 1944 tot 28 januari 1945 opperbevelhebber van het 25e leger. In deze laatste functie werd hij opgevolgd door Gunther Blumentritt. Hij gaf op 2 oktober 1944 de opdracht om een razzia uit te voeren in het Gelderse dorp Putten, nadat een Puttense verzetsgroep een Duitse officier had doodgeschoten.
Christiansen werd in 1948 in Arnhem tot 12 jaar cel veroordeeld wegens oorlogsmisdaden. Hij werd echter al in december 1951 vrijgelaten.

## Achtergrond en eerdere carrière
Christiansen stamde uit een familie van zeevaarders en begon zijn loopbaan zelf ook als kapitein op de handelsvaart. In 1913 werd hij beroepssoldaat en op 27 maart 1914 haalde hij zijn vliegbrevet. De volgende dag wist hij al bijna, op enkele minuten na, het wereldafstandsrecord voor eendekkers te doorbreken. Christiansen vloog die dag vanaf Fuhlsbüttel via Neumünster naar Dresden, waar hij 's avonds ten gevolge van benzinegebrek moest landen. Hij had toen 10 uren en 15 minuten gevlogen.

### Eerste Wereldoorlog
Tijdens de Eerste Wereldoorlog werd Christiansen vanaf 1915 als marinevlieger aan de Belgische zeekust gestationeerd, waarbij hij vanaf 1917 als commandant van het marinevliegkamp Vlaanderen bij Zeebrugge werd ingezet.
 In 1918 werd hem als succesvol zeevlieger de onderscheiding Pour le Mérite uitgereikt en werd hij tot kapitein-luitenant bevorderd.

### Leven als piloot en kapitein

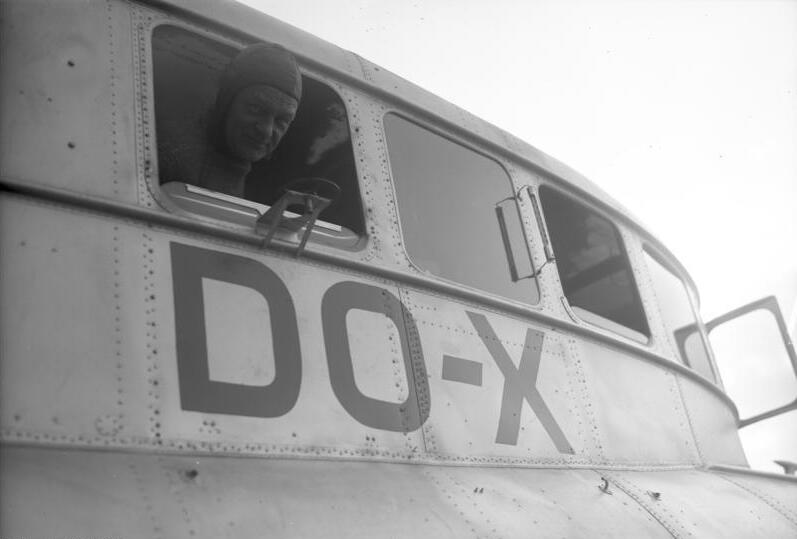
Christiansen als gezagvoerder van de "Do X".

Tegen het eind van de Eerste Wereldoorlog verliet Christiansen de militaire dienst. Hij aanvaardde een betrekking bij een vliegtuigfabriek in Travemünde, waar hij zijn kennis en ervaring ten nutte kon maken. Doch ingevolge het Verdrag van Versailles (1919) werd het bouwen van vliegtuigen verboden en werd tevens vernietiging van de uit de oorlog overgebleven vliegtuigen geëist. Hierop wist Christiansen met een, ondanks de vele belemmeringen, op zijn aanwijzingen gebouwd vliegtuig naar Noorwegen te vertrekken, alwaar hij zich vestigde. Hij stelde zich hier met het vliegtuig ten dienste van de Noorse zeevisserij om de in de Noorse wateren voorkomende scholen haringen en sardines op te sporen, zodat de vissers sneller naar de scholen konden varen. Hij verbleef in Noorwegen op een klein eiland voor de kust bij Bergen, alwaar hij een geïmproviseerd vliegveldje had ingericht. Christiansen leefde hier erg eenzaam, maar voelde zich daar, omringd door water en met een vliegtuig voor het luchtruim, zeer in zijn element.
Echter ook de zee bleef zijn aantrekkingskracht op hem behouden en in 1921 werd Christiansen weer kapitein bij de koopvaardij, op het mailschip Nordfriesland. Ook zijn broer Carl was inmiddels al vele jaren kapitein bij de koopvaardij. Van 1924 tot 1930 was Christiansen gezagvoerder op het passagiersschip Rio Bravo waarmee hij jaarlijks vijf reizen maakte, vanuit Hamburg via Engeland naar Cuba, Mexico en Texas.
Tijdens deze reizen wist men met de Rio Bravo enkele keren bemanning en passagiers te redden van in nood verkerende zeeschepen. Zo werden van het Amerikaanse mailschip Mexico, 109 schipbreukelingen aan boord genomen, die na drie dagen in Havana aan wal kunnen worden gezet. Christiansen ontving hiervoor de gouden medaille van de Deutsche Gesellschaft zur Rettung Schiffbrüchiger, de hoogste onderscheiding voor een Duitse zeeman.
Ondertussen bleef hij ook belangstelling houden voor de vliegtuigbouw. Hij was de overtuiging toegedaan dat een oversteek over de Atlantische Oceaan alleen met een watervliegtuig, een vliegboot of een luchtschip kon worden gemaakt, en niet met een gewoon vliegtuig. Vooral de vliegboten van de Dornier-Metallbauten A.G. in Friedrichshafen trokken zijn bijzondere aandacht. Deze fabriek had met zijn ontwikkelingen al behoorlijke successen behaald, en de beroemde poolonderzoeker Amundsen had de Dornier-Wal voor zijn poolvlucht gebruikt.
Ondertussen heeft Christiansen al goede contacten met Dr. Dornier opgebouwd, in wiens fabriek een reusachtige vliegboot werd gebouwd met een draagvermogen van 50.000 kg en een accommodatie voor 150 personen.

### In dienst bij Dornier
In het begin van 1930 verruilde Christiansen voor de tweede maal zijn beroep als kapitein voor dat van piloot. Zijn broer Carl volgde hem op als kapitein van de Rio Bravo. Bij de Dornier-fabrieken in Altenrhein was inmiddels de vliegboot Do-X afgebouwd en het opmerkelijke wereldnieuws doet de ronde, dat het toestel met 160 mensen aan boord de lucht is in geweest. Christiansen trad bij Dornier in dienst als gezagvoerder van de DO-X. Met dit twaalfmotorige vliegtuig maakte hij demonstratietrips over de gehele wereld. In 1930 deed hij ook Nederland aan voor een demonstratie, waarbij in de buurt van Schellingwoude werd geland. In 1931 maakte Christiansen met de DO-X een reis naar de Verenigde Staten.

## Tweede Wereldoorlog

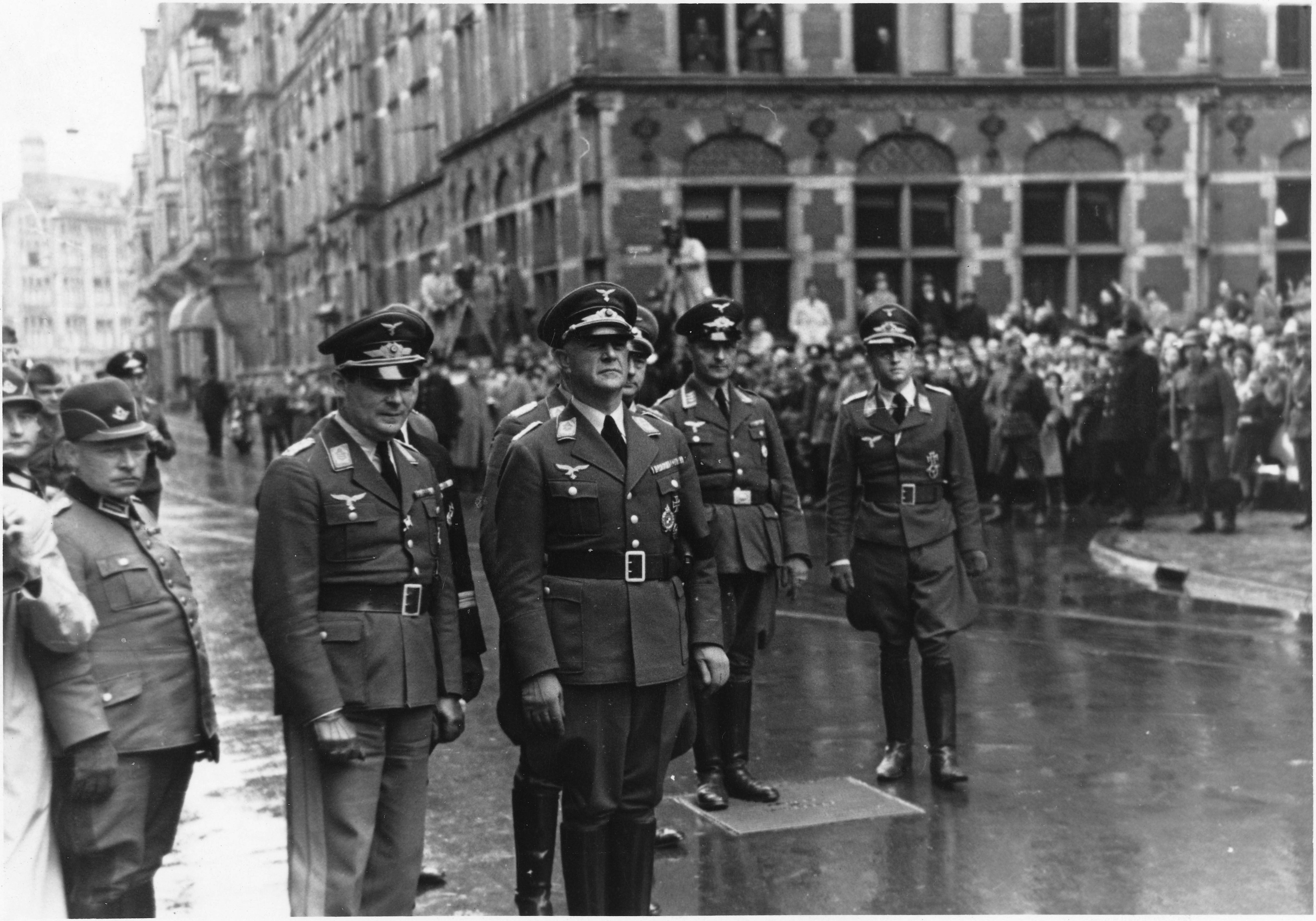
Generaal Friedrich Christiansen (derde van links) arriveert in Den Haag op de Lange Poten in gezelschap van een aantal hoge Duitse officieren. 17 juli 1940

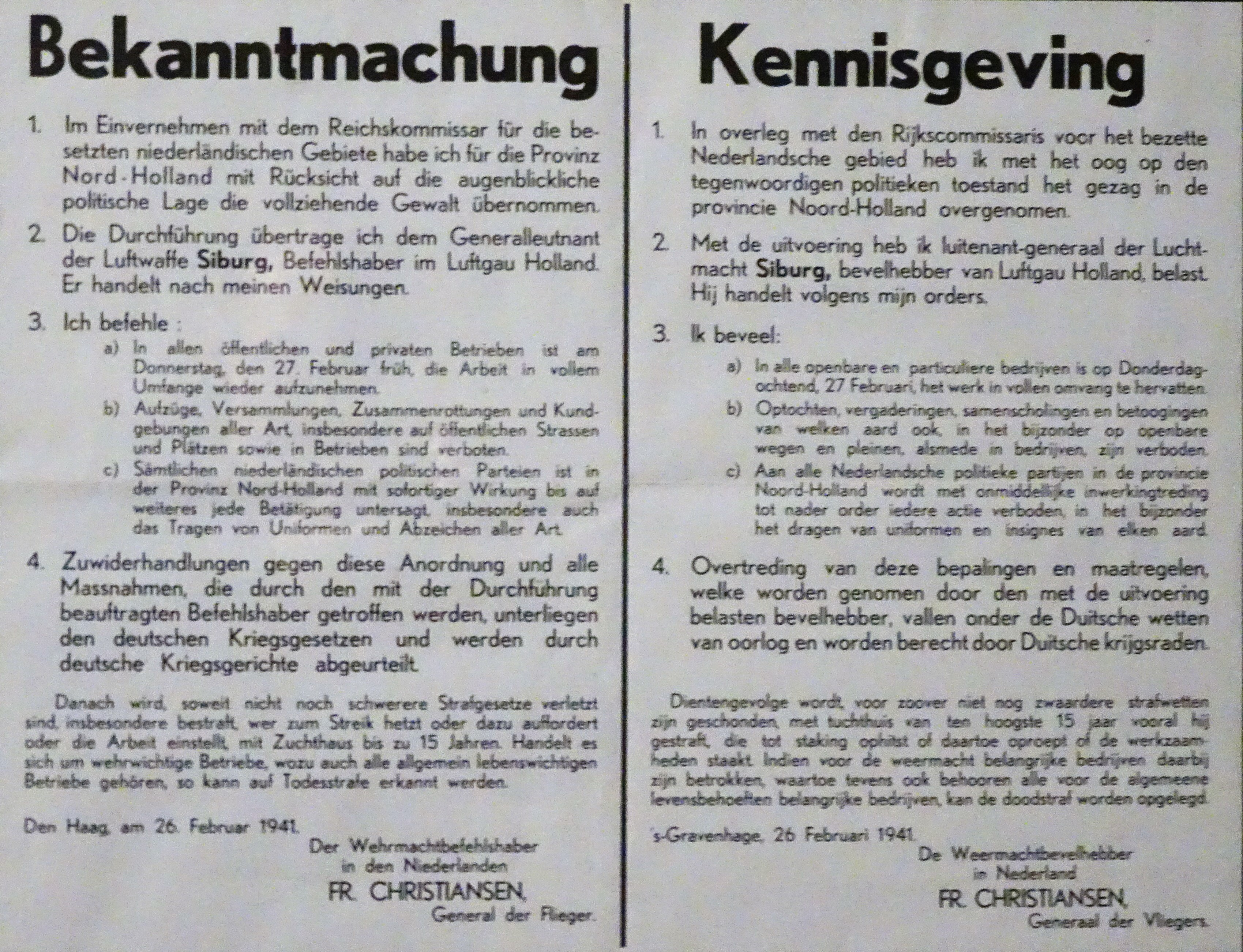
Kennisgeving door de Wehrmachtbevelhebber in Nederland, Fr. Christiansen, Generaal der Vliegers, naar aanleiding van de Februaristaking, 1941

Na de machtsovername in Duitsland was Christiansen van 1933 tot 1937 ambtenaar bij het Ministerie voor Luchtvaart van het Derde Rijk. In 1936 werd hij generaal-majoor, en in hetzelfde jaar werd hij commandant en inspecteur voor alle Duitse militaire vliegeropleidingen. In 1937 werd hij leider van het nationaalsocialistische vliegerskorps (NSFK), en in hetzelfde jaar werd hij tot luitenant-generaal bevorderd. Een jaar later werd hij bevorderd tot generaal. 
Nadat de Duitsers in mei 1940 Nederland hadden veroverd, werd Christiansen opperbevelhebber van de Wehrmacht in het bezette Nederland. Het hoofdkwartier van het Duitse leger in Nederland, werd aanvankelijk gevestigd in Den Haag en Christiansen ging in het door de Nazi's gevorderde huis Groot Haesebroek in Wassenaar wonen. In 1942 echter werd, in verband met een mogelijke invasie van de geallieerden vanaf zee, het hoofdkwartier verplaatst naar en gevestigd in het raadhuis van Hilversum en in de nabij gelegen door Duitsers gebouwde Blaskowitzbunker bij Trompenberg. Christiansen ging toen in het huis Slingerbosch te Crailo (Huizen) wonen.
Zijn haat tegen Joden bleek uit zijn reactie op een verzoek van de Joodse Nederlandse militair Gerard Aleid van der Hal (die bij de slag om de Grebbeberg een been had verloren) om te worden vrijgesteld van deportatie. Christiansen schreef: “Jud ist Jud, ob mit oder ohne Beine, und wenn wir den Juden nicht besiegen und ausschalten, dann schaltet er uns aus.”, zoals te lezen is in Ondergang van Jacques Presser. Van der Hal werd gedeporteerd en op 11 juni 1943 in Sobibor vergast. Ook andere vergelijkbare verzoeken werden door Christiansen beantwoord met "Jud ist Jud".
Toen op 30 september 1944, tijdens een aanslag op een Duits militair voertuig op de Oldenallersebrug aan de Nijkerkerstraat in Putten, een van zijn officieren door een verzetsgroep aldaar werd beschoten en hier de volgende dag aan stierf, gaf Christiansen opdracht tot de Razzia van Putten. Letterlijk zou hij gezegd hebben: "Das ganze Nest muss angesteckt werden und die ganze Bande an die Wand gestellt" (Het hele nest moet in brand worden gestoken en iedereen moet tegen de muur worden gezet). Alle volwassen mannelijke inwoners van het dorp werden opgepakt. Van hen werden ruim 659 afgevoerd naar concentratiekampen. Slechts 48 keerden na de oorlog terug. Van het dorp werden 110 woningen in brand gestoken.
Vanaf 10 november 1944 was hij tevens opperbevelhebber van het 25ste leger. In de periode 5 april tot 15 april verbleef Christansen op de terugtocht naar Duitsland in Winschoten, waar op de Burgemeester Schönfeldsingel nieuw gebouwde woningen werden geconfisqueerd voor begeleidende officieren. Christiansen zelf verbleef die periode in een villa aan de Meester A.E.J. Moddermanstraat 6 in Winschoten. Bewoners van de geconfisqueerde woningen werden uit hun huis gezet en moesten zelf op zoek naar woonruimte.
Na de capitulatie van Duitsland in 1945 werd Christiansen gevangengenomen. Hij werd in 1946 naar Den Haag overgebracht. Het Bijzonder Gerechtshof te Arnhem, met raadsheer-commissaris Hendrik Roelof de Zaaijer, veroordeelde Christiansen op 25 augustus 1948 tot twaalf jaar gevangenisstraf wegens zijn bevel tot het uitvoeren van de Razzia van Putten. In 1951 kreeg hij wegens zijn slechte gezondheid gratie.
Na zijn vrijlating besloot de gemeenteraad van Wyk auf Föhr zijn ereburgerschap, dat hem in 1932 was verleend, te hernieuwen. Ook werd een straat naar hem genoemd. Deze vernoeming is in 1980 teruggedraaid.
Christiansen overleed negen dagen voor zijn 93ste verjaardag. Het werd Duitse militairen niet toegestaan zijn begrafenis in uniform bij te wonen.

## Militaire loopbaan
- Bootsmaat der Reserve: 30 september 1902[4]
- Vizesteuermann der Reserve: 21 maart 1915[4]
- Leutnant der Reserve der M.A.: 18 februari 1916[4]
- Oberleutnant der Reserve der M.A.: 25 juni 1917[4]
- Kapitänleutnant der Reserve der M.A.: 27 september 1918[4]
- Kapitän zur See: 1 januari 1934[4]
- Oberst: 1 maart 1935[4]
- Generalmajor: 1 december 1935[4]
- Generalleutnant: 1 augustus 1937[4]
- General der Flieger: 1 januari 1939[4]

## Lidmaatschapsnummer
- NSDAP-nr.: 800 471

## Decoraties
- Pour le Mérite op 11 december 1917 als Oberleutnant der Reserve der Matrosen-Artillerie en Stationsleiter bij het Flugstation Zeebrügge[4][5]
- Reddingsmedaille (Pruisen) op 20 augustus 1917[5]
- IJzeren Kruis 1914, 1e Klasse (27 april 1916[4][5]) en 2e Klasse (februari[4]/maart[5] 1915)
- Ridderkruis in de Huisorde van Hohenzollern met Zwaarden op 27 april 1916[4][5]
- Hanseatenkruis van Hamburg[4][5]
- Gouden Ereteken van de NSDAP 30 januari 1939[5]
- Dienstonderscheiding van Leger en Marine, 1e Klasse (25 dienstjaren)[5]
- Kruis voor Oorlogsverdienste, 1e Klasse (30 april 1941[4][5])  en 2e Klasse (30 april 1941[4][5]) met Zwaarden
- Duitse Kruis in zilver op 1 juni 1943 als General der Flieger en Wehrmachtsbevelhebber van Nederland[4][5]
- Erekruis voor Frontstrijders in de Wereldoorlog[4][5]
- Gezamenlijke Piloot-Observatiebadge in Goud met Diamanten[4] in 1940[5]
- Abzeichen für Marine-Flugzeugführer auf Seeflugzeugen[4][5]
- Friedrich August-Kruis, 1e Klasse (1918[4]) en 2e Klasse (2 februari 1918[4])
- Kruis voor Militaire Verdienste (Oostenrijk-Hongarije), 3e Klasse met Oorlogsdecoratie[4]